# Bai Budan
Bai Budan (...) è un regista, artista e giornalista cinese.
Bai Budan cresce nella zona mineraria di Datong, nello Shanxi, dove lavora nelle miniere di carbone.
Si avvicina al mondo del documentario dopo aver maturato una esperienze in ambiti tra loro molto diversi. Il suo esordio alla regia del primo documentario lungometraggio è Little feet, che vale il Premio Joris Ivens all'IDFA e il Prix des Bibliotheques al Cinema du Réel nel 2006. Miners è presentato in anteprima mondiale al Fid Marseille nel 2010.

## Filmografia
- Little feet (2005) - documentario
- Red paradise (2007) - documentario
- Miners (2010) - documentario